# Sveti Jernej (Slovenske Konjice, Slovenija)
Sveti Jernej je naselje u slovenskoj Općini Slovenskim Konjicama. Sveti Jernej se nalazi u pokrajini Štajerskoj i statističkoj regiji Savinjskoj. 

## Stanovništvo
Prema popisu stanovništva iz 2002. godine naselje je imalo 151 stanovnika.